# Downhill-Roller

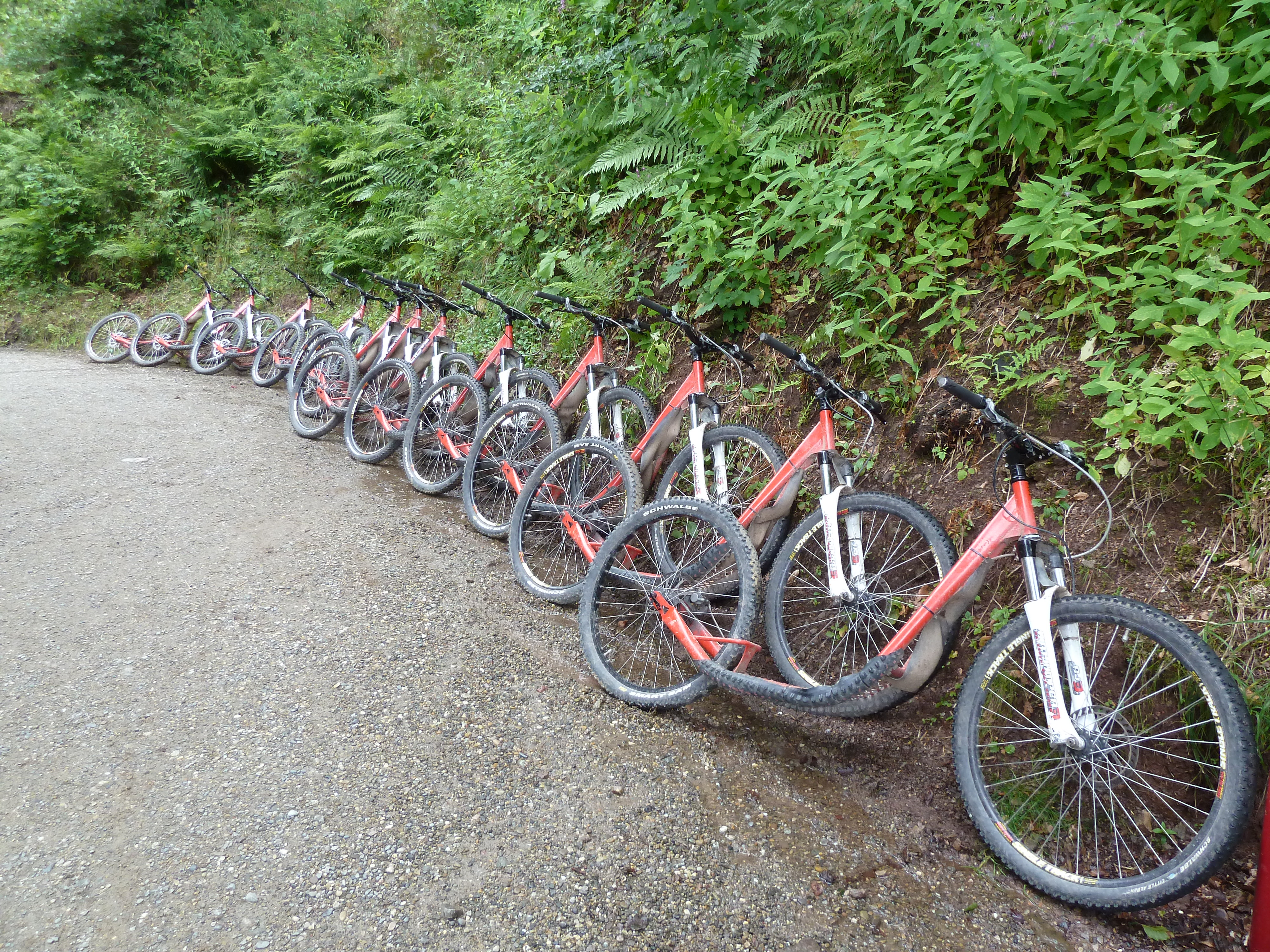
Downhill-Roller am Schauinsland, dem Hausberg von Freiburg/Breisgau in Deutschland

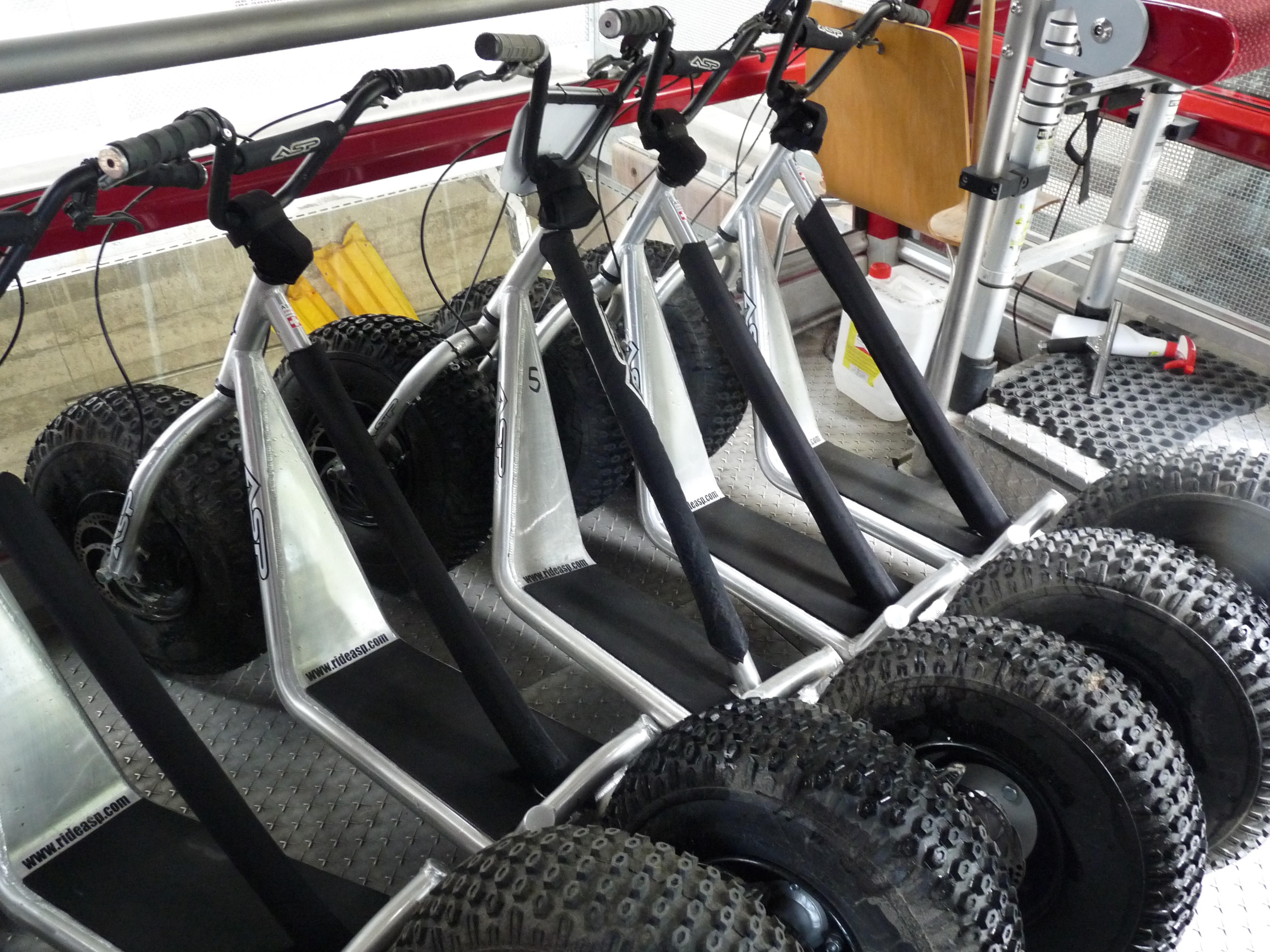
Trottinettes in Zinal (VS) Schweiz; Luftseilbahnstation nach Sorebois

Der Downhill-Roller (in der Schweiz als (Downhill-)Trottinette bezeichnet) ist eine spezialisierte Form des Tretrollers, welcher für das Bergabfahren im Gelände ausgelegt ist. Er wird überwiegend für die Abfahrt in Gebirgen zu schneefreien Zeiten verwendet (englisch downhill für "Bergab").

## Besondere Eigenschaften
Ähnlich wie bei Mountainbikes bzw. Downhill-Rädern werden bei Downhill-Rollern stabilere Rahmen und größere bzw. breitere und stärker profilierte Luftreifen als bei üblichen Tretrollern eingesetzt. Zusätzlich können Scheibenbremsen für mehr Sicherheit und Federgabeln für besseren Komfort sorgen.
Da Downhill-Roller meist schwerer sind als übliche Tretroller und das Trittbrett höher liegt, um im Gelände mehr Bodenfreiheit zu erlangen, werden diese nur kurze Strecken „getreten“ und überwiegend bergab gefahren. Bergauf werden sie für längere Strecken oftmals mit einer Seilbahn bzw. einem dafür vorgesehenen Skilift oder auf einem Transportfahrzeug befördert.

## Weitere Bezeichnungen
Monsterroller gehören zu den Downhill-Rollern, kennzeichnend für diese sind die (dickeren) Ballonreifen, welche nicht alle Downhill-Roller haben.
Auch die Bezeichnung englisch scooter für Roller wird im deutschen Sprachraum dafür vereinzelt verwendet: Downhill-Scooter bzw. Gravity Scooter (englisch gravity für Gravitation als "Energiequelle" der Fortbewegung).

## Geschichte
Dem Mechaniker und Inhaber eines Fahrradgeschäftes Franz Zehendmaier aus Rottach-Egern (später Kreuth) wird die Erfindung des Downhill-(Tret)rollers zugeschrieben. Er entwickelte vorher und auch später andere Rollertypen, u. a. für die Stadt, mit Sitz oder elektrisch.
Es wurden auch faltbare Downhill-Roller entwickelt, die ca. 10 kg wiegen und – integriert in einen Rucksack – selbst auf den Berg mitgenommen werden können.